# Ion Spălățelu
Ion Spălățelu (n. 24 august 1931, Scornicești, România) este un istoric român, specializat în istoria organizațiilor fasciste și comuniste din secolul al XX-lea. A fost doctor în istorie, profesor universitar la Academia Ștefan Gheorghiu din București și șef de sector la Comitetul Central al Partidului Comunist Român.

## Biografie
S-a născut la 24 august 1931 în satul Scornicești din județul Olt, localitatea natală a viitorului președinte comunist Nicolae Ceaușescu (1918–1989). A urmat studii secundare la Slatina și București, după care a lucrat ca redactor la ziarul Scînteia (1951–1969). A absolvit în acest timp cursurile Facultății de Filologie din cadrul Universității din București și a Facultății de Istorie a Mișcării Muncitorești de la Academia de Științe Social-Politice „Ștefan Gheorghiu”.
A obținut apoi titlul științific de doctor în istorie la 11 iulie 1968, în urma susținerii tezei de doctorat Contribuții ale presei revoluționare și democrate din România la lupta împotriva pericolului fascist. 1933–1938, elaborate sub conducerea științifică a conf. univ. dr. Nicolae Popescu, la Facultatea de Istorie a Mișcării Muncitorești de la Academia de Științe Social-Politice „Ștefan Gheorghiu” de pe lîngă C.C. al P.C.R. Comisia de doctorat a fost formată din: conf. univ. dr. Mihai Fătu (președinte), conf. univ. dr. Nicolae Popescu (conducător științific), prof. univ. dr. docent Ladislau Bányai, prof. univ. dr. Titu Georgescu și conf. univ. dr. Aurel Loghin (membri).
Spălățelu a lucrat un timp ca șef de sector la Comitetul Central al Partidului Comunist Român. A fost angajat apoi la Academia „Ștefan Gheorghiu” pe post de conferențiar universitar (din 1972). A deținut o funcție importantă în cadrul organelor de propagandă ale Partidului Comunist Român în anii 1980 și, în această calitate, a participat la consfătuiri cu redactorii presei românești din acea vreme. Istoricul și eseistul Sorin Antohi, care a fost redactor-șef al revistei studențești ieșene Dialog în perioada 1982–1983, îl considera un „istoric de partid [...] mult mai puțin inteligent” decât Eugen Florescu (un „zbir ideologic” care a îndeplinit funcția de șef al Secției Presă a CC al PCR) și îl compara cu personajul caragealian Agamiță Dandanache, prin faptul că se făcea de râs în cadrul ședințelor, iar istoricul Vladimir Tismăneanu îl poreclea „scribul de la Secția de Propagandă” și îl includea printre „istoricii de curte” care au contribuit la apariția sintagmei de „geniu al Carpaților” cu care era omagiat Nicolae Ceaușescu.

## Activitatea publicistică
Ion Spălățelu s-a remarcat ca un specialist în istoria contemporană a României, cercetând activitatea organizațiilor de tip fascist din România în deceniul al IV-lea și elaborând lucrări de analiză critică pe acest subiect, în conformitate cu ideologia regimului comunist. A publicat câteva cărți despre activitatea desfășurată de comuniști în perioada „ilegalității” și a celui de-al Doilea Război Mondial și despre activitatea Gărzii de Fier pe care a descris-o ca o „organizație teroristă de tip fascist”. Spălățelu a făcut parte din colectivul redacțional al volumelor Septembrie '23 în presa bulgară și străină (Ed. Știința și Arta, Sofia, 1973), Momente din istoria patriei, a partidului, a mișcării democratice și revoluționare din țara noastră (Ed. Academiei R.S.R., București, 1976), Contribuții la studierea istoriei contemporane a României (Ed. Politică, București, 1980) ș.a.
Una dintre cele mai cunoscute lucrări ale lui Spălățelu este Scornicești – vatră de istorie românească (1983), pe care istoricul și eseistul Sorin Antohi o considera „o suprarealistă monografie care «demonstra» că Scorniceștii erau o vatră a dacilor liberi, rămasă nesupusă în perioada ocupației romane – un fel de sat al lui Astérix, minus umorul; un fel de ucronie involuntară, dacă e să găsesc un gen proxim savant”. Cartea era o monografie istorică a localității natale a profesorului Spălățelu și a președintelui comunist Nicolae Ceaușescu și fusese precedată de un articol publicat în revista Magazin istoric, care conținea o imagine din satelit a satului Scornicești, care apărea ca detaliu într-o fotografie realizată în 15 aprilie 1981 de satelitul american Landsat. Spălățelu scria în acel articol că Scorniceștiul „seamănă cu o creangă de stejar, cu trei ramuri (apele care-i brăzdează întinderile), răsărită ca un semn distinctiv lângă inima României” și susținea că scorniceștenii erau „harnici, deștepți, cu fruntea lată, înălțime medie”, concluzionând în baza acestor „argumente” că ei erau descendenți ai dacilor. Articolul respectiv a fost recenzat „devastator” de Monica Lovinescu într-o emisiune pamflet la Radio Europa Liberă și a devenit un subiect de glumă la adresa istoricului și a teoriilor sale.
Spălățelu a desfășurat, de asemenea, o bogată activitate publicistică în presa epocii și a publicat numeroase articole pe teme istorice în ziare și reviste ca Scînteia, Era socialistă, România liberă, Contemporanul, Lumea, Anale de istorie, Studii, România – pagini de istorie, Magazin istoric ș.a., în care a evocat principalele „momente de luptă revoluționară și antifascistă a poporului român”. Unele studii și lucrări scrise de Ion Spălățelu au fost publicate, de asemenea, în limbile germană, franceză, engleză, rusă, spaniolă, bulgară și maghiară. El a susținut că în perioada 1933–1938 au apărut aproximativ 200 de publicații aflate în sfera de influență a Partidului Comunist din România, care au provenit în marea lor majoritate din presa legală, dar acest număr a fost considerat „ușor exagerat” de către istoricul Mihai Burcea, deoarece mai multe ziare cu o orientare comunistă au fost nevoite adesea să-și schimbe numele ca urmare a politicii autorităților de suprimare a publicațiilor ce promovau o ideologie antinațională.

## Distincții
Profesorul Ion Spălățelu a fost decorat cu:
- Medalia Muncii (26 august 1961) „cu prilejul aniversării a 30 de ani de la apariția ziarului Scînteia, pentru activitatea desfășurată în domeniul presei”[10]
- Ordinul „Steaua Republicii Socialiste România” clasa a IV-a (20 aprilie 1971) „pentru merite deosebite în opera de construire a socialismului, cu prilejul aniversării a 50 de ani de la constituirea Partidului Comunist Român”[2]

## Scrieri

### Cărți
- Garda de Fier – organizație teroristă de tip fascist, Ed. Politică, București, 1971, 432 p.; ed. a II-a revăzuta și adăugită, 1980, 388 p. – în colaborare cu dr. Mihai Fătu
- Erou la 15 ani: elevul Virgil Iovănaș, Ed. Militară, București, col. „Fii ai neamului românesc”, 1971, 87 p.
- Printre foarfecele cenzurii, Ed. Politică, București, 1974, 197 p.
- Corespondenții de război transmit... (august 1944 – mai 1945), Ed. Militară, București, 1975, 227 p. – în colaborare cu col. Aurel Lupășteanu
- Izbînzi prin vremuri. Comuniștii – o istorie trăită 1921–1981, Ed. Scrisul Românesc, Craiova, 1981, 292 p.
- Scornicești – vatră de istorie românească, Ed. Albatros, București, 1983, 332 p.; ed. a II-a revăzuta și adăugită, Scornicești – vatră de istorie românească. Ceaușescu Nicolae – fără drept la moarte, Casa de Editură și Presă „Viața Românească”, București, 1999, 368 p.

#### Traduceri
- A Vasgárda – Fasiszta típusú terrorszervezet, Ed. Politikai Konyvkiado, 1971, 416 p. – în colaborare cu dr. Mihai Fătu, traducere în limba maghiară de Sándor Barabás, István Bántó, Kálmán Lőrincz, Miklós Rácz și Kálmán Zsigmond

### Studii
- „Presa revoluționară și democrată din anii 1933–1937 despre sprijinul acordat organizațiilor fasciste de cercurile reacționare interne și externe”, în Analele Institutului de Studii Istorice și Social-Politice de pe lîngă CC al PCR, nr. 4/1967, pp. 112–113.
- „Presa revoluționară și democrată din România în apărarea independenței și suveranității țării împotriva pericolului fascist, 1933 – februarie 1938”, în Studii și articole de istorie (SAI), anul XI, 1968, pp. 249–261.
- „Presa progresistă românească împotriva ideologiei fasciste”, în Lupta de clasă, nr. 6, 1968.
- „Actul istoric de la 23 August 1944 din România și reflectarea lui de către diplomația țărilor din coaliția Națiunilor Unite”, în Studii și articole de istorie (SAI), anii XLIX–L, 1984, pp. 26–34.

### Articole
- „Un erou al luptei antifasciste (60 de ani de la nașterea lui Nicolae Cristea) Arhivat în 16 august 2024, la Wayback Machine.”, în Scînteia, anul XXXVI, nr. 7174, sâmbătă 26 noiembrie 1966, p. 2.
- „Din cronica tradițiilor de prietenie româno-sovietică[nefuncțională – arhivă]
”, în Scînteia, anul XXXVII, nr. 7511, joi 2 noiembrie 1967, p. 2.
- „Monografia eroicei epopei din primăvara lui 1907 (note de lector)[nefuncțională – arhivă]
”, în Scînteia, anul XXXVII, nr. 7521, duminică 12 noiembrie 1967, p. 2.
- „60 de ani de la nașterea lui Constantin David. Omagiu eroului comunist Arhivat în 9 iulie 2024, la Wayback Machine.”, în Scînteia, anul XXXVII, nr. 7696, miercuri 8 mai 1968, p. 2.
- „Din țările socialiste. La 9 septembrie, poporul bulgar va sărbători 24 de ani de la victoria insurecției armate. File din cronica tradițiilor prieteniei româno-bulgare Arhivat în 9 iulie 2024, la Wayback Machine.”, în Scînteia, anul XXXVIII, nr. 7816, joi 5 septembrie 1968, p. 5.
- „În întîmpinarea aniversării unor date memorabile. Rădăcinile mișcării noastre muncitorești revoluționare Arhivat în 9 iulie 2024, la Wayback Machine.”, în Scînteia, anul XXXVIII, nr. 7830, joi 19 septembrie 1968, p. 2. – împreună cu Nicolae Deleanu
- „În întîmpinarea aniversării unui măreț eveniment din istoria patriei. La Alba Iulia, pe cîmpul lui Horea, acum 50 de ani Arhivat în 8 iulie 2024, la Wayback Machine.”, în Scînteia, anul XXXVIII, nr. 7898, marți 26 noiembrie 1968, pp. 1 și 5.
- „Un strălucit militant al mișcării muncitorești din România (90 de ani de la nașterea lui Ștefan Gheorghiu) Arhivat în 9 iulie 2024, la Wayback Machine.”, în Scînteia, anul XXXVIII, nr. 7947, joi 16 ianuarie 1969, p. 2.
- „O pagină luminoasă din istoria patriei. 110 ani de la Unirea Principatelor Arhivat în 9 iulie 2024, la Wayback Machine.”, în Scînteia, anul XXXVIII, nr. 7954, joi 23 ianuarie 1969, pp. 1 și 4.
- „Manualele școlare de istoria patriei în fața exigențelor pedagogiei (anchetă realizată de dr. Ion Spălățelu) Arhivat în 9 iulie 2024, la Wayback Machine.”, în Scînteia, anul XXXVIII, nr. 8023, miercuri 2 aprilie 1969, pp. 1 și 4.
- „La aniversarea eminentului om de stat dr. Petru Groza. O viață închinată patriei și poporului român Arhivat în 9 iulie 2024, la Wayback Machine.”, în Scînteia, anul XXXIX, nr. 8270, duminică 7 decembrie 1969, p. 4.
- „File din cronica celei mai întunecate perioade din istoria modernă a României (30 de ani de la asasinarea de către legionari a lui Nicolae Iorga și Virgil Madgearu) Arhivat în 16 august 2024, la Wayback Machine.”, în Scînteia, anul XL, nr. 8619, joi 26 noiembrie 1970, p. 4.
- „Apogeul unei politici antinaționale și antidemocratice respinsă cu fermitate de întregul nostru popor (30 de ani de la rebeliunea legionară)[nefuncțională – arhivă]
”, în Scînteia, anul XL, nr. 8675, sâmbătă 23 ianuarie 1971, p. 2. – împreună cu conf. univ. dr. Mihai Fătu
- „Acum 25 de ani, în alegerile parlamentare de la 19 noiembrie, poporul român a ales democrația, socialismul, independența (La aniversarea victoriei electorale din noiembrie 1946 a Blocului Partidelor Democrate) Arhivat în 16 august 2024, la Wayback Machine.”, în Scînteia, anul XLI, nr. 8973, vineri 19 noiembrie 1971, p. 2.
- „Un moment de seamă în lupta pentru făurirea unității mișcării muncitorești din România (50 de ani de la Congresul sindical de la Sibiu) Arhivat în 16 august 2024, la Wayback Machine.”, în Scînteia, anul XLI, nr. 9168, duminică 4 iunie 1972, p. 5.
- „«Apreciem în mod deosebit relațiile de colaborare și prietenie româno-egiptene». Opinii ale unor personalități ale vieții politice din R. A. Egipt Arhivat în 16 august 2024, la Wayback Machine.”, în Scînteia, anul XLIII, nr. 9903, marți 25 iunie 1974, p. 6.
- „13 decembrie 1918. Mărturie a eroismului și dîrzeniei muncitorești Arhivat în 16 august 2024, la Wayback Machine.”, în Scînteia, anul XLV, nr. 10362, sâmbătă 13 decembrie 1975, p. 2.
- „Neînfricat, în avangarda luptei împotriva fascismului, pentru apărarea intereselor naționale fundamentale Arhivat în 16 august 2024, la Wayback Machine.”, în Scînteia, anul XLVIII, nr. 11452, duminică 17 iunie 1979, pp. 1 și 4.
- „Călătorie în China Arhivat în 16 august 2024, la Wayback Machine.”, în Flacăra, anul XXIX, nr. 40 (1321), 2 octombrie 1980, p. 23.
- „Beijing — orașul care vine către el însuși dinspre înălțimi și adîncuri (Călătorie în China) Arhivat în 16 august 2024, la Wayback Machine.”, în Flacăra, anul XXX, nr. 40 (1373), 1 octombrie 1981, p. 29.